# کریستین مورر استملاند
کریستین مورر استملاند (انگلیسی: Kristin Mürer Stemland؛ زادهٔ ۸ ژانویهٔ ۱۹۸۱) اسکی‌باز صحرانوردی اهل نروژ است.